# Берсалиери
Берсалиери (на италиански: Bersaglieri) е името на елитни военни формирования лека пехота в сухопътните войски на Италия.

## История
Берсалиерите са създадени през 1838 г. от италианския революционер и военен привърженик на карбонарите Алесандро Лучано Ламарморо като корпус на революционните групи в Италия за борба срещу монархическото статукво на Виенския конгрес. Те стават особено популярни след революциите от 1848 г. като в Кримската война взимат участие на страната на Пиемонт известен още като Сардинско кралство. През войната за обединението на Италия 1860 – 1861 г. воюват като доброволци в състава на дружината на Джузепе Гарибалди. След обединението на кралство Италия заедно с т. нар. Алпийски стрелци им е предоставен статут на военни части на италианската армия. През първата африканска война 1867 г. берсалиерите участват в битката за Еритрея, която завършва с разгром за италианската войска.

### От 1891 до 1915 г.
Във втората (1887 – 1891 г.) и третата 1897 г. африканска война берсалиерите се проявяват героично и до голяма степен компенсират недостатъците на италианската пехота. Отличителен факт за тях е, че берсалиери постъпват в армията преди всичко хора от беден произход от централна и южна Италия с което обаче се поддържа техния революционен дух. През итало-турската война 1911 г. берсалиерите са тези, които изнасят на гърба си основния ход на военните действия в Либия срещу османската армия, като проявяват голям героизъм в завземането на Триполи и воденето на военните действия в пустинята Сахара. След обявяването на Либия за колония на Италия, берсалиерите се сражават и срещу османците в т.нар. Додеканезки острови в Егейско море и съгласно договора от Уши Италия придобива Додеканезите като своя колония. В Първата световна война берсалиерите се сражават в битката за Капорето, където задържат австро-унгарската армия с големи загуби. Поделения на Берсалиерите водят военни действия и в Албания, където подпомагат съглашенското настъпление от Солун към Вардарска Македония през 1916 – 1918 г. След отстъплението на българските войски след Солунското примирие през септември 1918 г. берсалиерите участват в съглашенската окупация на Западна Тракия в гр. Фере и през 1919 – 1920 г. подпомагат национално освободителното дело на Вътрешната Тракийска Революционна Организация на тракийските българи, като им отварят складовете с оръжие, пленено от българската армия съгласно Ньойския договор, които охраняват.

### От 1918 до 1940 г.
Идването на фашисткия режим на Бенито Мусолини на власт в Италия през 1922 г. поставя берсалиерите, както и цялата държава, в подчинение на фашистите от 1923 г. Въпреки фашистката власт берсалиерите запазват голям революционен дух през годините на нейното управление и бидейки част от малкото родове войски, които съумели да запазят най-голяма свобода на действие. Тяхното участие във войната в Етиопия също допринася за успеха на италианците в завземането ѝ. Въпреки всичко Бенито Мусолини прави всякакви опити да фашизира берсалиерите, надявайки се да ги използва във Втората световна война.

### От Втората световна война
През Втората световна война берсалиерите добиват голяма популярност с участието си в кампаниите на италианската армия по фронтовете във Франция, Гърция, Северна Африка и Съветския съюз, както и в Италия. Важен фактор в защитата на италианската военна чест са упоритите действия на берсалиерите във военните действия в Гърция в 1940 – 1941 г. когато те правят опит да спрат контранастъплението на гърците в Албания. Берсалиерите са основния авангард на италианската армия в Северна Африка и след дебаркирането на германците на фелдмаршал Ромел, като те са основен фактор в придвижването на италианците срещу британската армия през 1941 – 1942 г. В битката за Аламейн през 1942 г. берсалиерите отново водят упорити военни действия умирайки на позициите, но не отстъпвайки срещу британците. Това продължава и в Тунис срещу американо-британските войски до май 1943 г. След дебаркирането в Сицилия на американските и британските армии берсалиерите упорито се сражават срещу американците и британците понасяйки загуби, но успявайки да осъществят опита си за защита на Италия на южния плацдарм на острова против 1 американска пехотна дивизия. След подписването на капитулацията на Италия през септември 1943 г. берсалиерите се озовават на различни страни във войната. Една част застава на страната на краля и маршал Бадолио воювайки в състава на Първа моторизирана бойна група，Италианския освободителен корпус ，Италиански бойни групи от 1944 и други поделения от състава на италианската армия на страната на съюзниците, други са на страната на фашистката република на Бенито Мусолини в Северна Италия главно в състава на дивизия Италия, трета част загиват разстреляни от германците на различни места в Европа. След края на Втората световна война берсалиерите отново са елитен корпус на италианската армия запазващ този си статут.